# Guillermo Vilas
Guillermo Vilas (Buenos Aires, 17 de Agosto de 1952) é um ex-tenista profissional argentino, que foi número 1 do Grand Prix em 1974, 1975 e 1977, número 1 mundial do "World tennis" e France Presse entre outros rankings em 1977. Depois de muitas controvérsias, diz-se que Vilas foi o número 1 do ranking da ATP em 1975 e 76, com provas a favor, porém a ATP não confirmou ser verdade.
É considerado o maior nome do tênis argentino, Vilas ganhou 4 Grand Slams em sua longa carreira, era um especialista na superfície de terra batida (saibro). Ele venceu Roland Garros,Monte Carlo Masters, Hamburg Masters, Canada Masters e o Roma Masters.
É o segundo tenista com mais títulos na história no saibro atrás somente de Rafael Nadal (63), com 49 títulos.
Seus maiores resultados foram as conquistas do ATP Finals em 1974, Roland Garros em 1977, US Open em 1977, e o Australian Open em 1978-79.
Possui o recorde de maior quantidades de jogos vencidos em uma temporada: 145, em 1977.
De acordo com o site especializado thetennisbase.com, Vilas é o 15º melhor jogador da era aberta e o 31º da história. No ano de 2016, a publicação britânica The Telegraph colocou Vilas como o 3° melhor jogador de tenis da história em saibro.
Vilas é membro do International Tennis Hall of Fame desde 1991. e Vilas ganhou por 3 vezes o prêmio Olimpia de Oro.

## Grand Slam Finais

### Simples  8 (4-4)
| Resultado | Ano      | Campeonato          | Piso   | Oponente        | Placar                  |
| --------- | -------- | ------------------- | ------ | --------------- | ----------------------- |
| Vice      | 1975     | Roland Garros       | Saibro | Björn Borg      | 2–6, 3–6, 4–6           |
| Vice      | 1977 jan | Australian Open     | Grama  | Roscoe Tanner   | 3–6, 3–6, 3–6           |
| Campeão   | 1977     | Roland Garros       | Saibro | Brian Gottfried | 6–0, 6–3, 6–0           |
| Campeão   | 1977     | US Open             | Saibro | Jimmy Connors   | 2–6, 6–3, 7–6(7–4), 6–0 |
| Vice      | 1978     | Roland Garros (2)   | Saibro | Björn Borg      | 1–6, 1–6, 3–6           |
| Campeão   | 1978     | Australian Open     | Grama  | John Marks      | 6–4, 6–4, 3–6, 6–3      |
| Campeão   | 1979     | Australian Open (2) | Grama  | John Sadri      | 7–6(7–4), 6–3, 6–2      |
| Vice      | 1982     | Roland Garros (3)   | Saibro | Mats Wilander   | 6–1, 6–7(6–8), 0–6, 4–6 |

## ATP Finals

### Simples (1 título)
| Resultado | Ano  | Campeonato | Piso  | Oponente     | Placar                  |
| --------- | ---- | ---------- | ----- | ------------ | ----------------------- |
| Campeão   | 1974 | Melbourne  | Grama | Ilie Năstase | 7–6, 6–2, 3–6, 3–6, 6–4 |